# Buddhismus v Česku
Buddhismus dle tradičního dochování vzniká před více než 2500 lety. Tato doba je spjata s historií o indickém princi Siddahartovi Gautamovi, který se stal Buddhou a dosáhl osvícení. Teorie a základní principy buddhismu jsou po celém světě stejné. I v Česku je mnich primárně zodpovědný za předávání zkušeností. Podle odhadů má buddhismus dnes více než 500 milionů stoupenců po celém světě, v Česku se k buddhismu podle údajů poskytnutých sčítáním lidu v roce 2011 přihlásilo přes 6100 osob.
Vznik a vývoj českého, resp. československého buddhismu byl shrnut v textu Dr. Jana Lípy - Počátky a šíření buddhismu v Československu.

## Šíření buddhismu na Západ
Buddhismus se na Západ začíná šířit podobně jako hinduismus v 19. a první polovině 20. století. Západní svět v tomto období prokazoval touhu po poznání a tedy i poznání nových náboženství jako je buddhismus.V druhé polovině 20. století přestává být buddhismus na Západě záležitostí pouze úzkých společenských vrstev. Stává se díky přísunům imigrantů z buddhistických zemí skutečným masovým hnutím. V 70. letech 20. století došlo k přenosu učení buddhismu Diamantové cesty, který zpřístupňuje učení Buddhy modernímu světu. V některých zemích jako je Dánsko, Řecko, Rakousko, Polsko, Maďarsko je buddhismus Diamantové cesty oficiálně uznávaným náboženstvím. 

## Příchod buddhismu do Česka
Buddhistické náboženství přichází do České republiky okolo roku 1920. V této době do ČSR dorazil západomongolský národ Kalmyků. Ti byli brzy nuceni republiku opustit, vláda totiž nebyla nakloněna podobným náboženským praktikám. 
Ve 20. letech 20. století bylo významným příspěvkem o buddhismu v češtině dílo indologa a orientalisty prof. Vincence Lesného nazvané Buddhismus: Buddha a buddhismus pálijského kánonu. V roce 1948 ještě stihl publikovat své stěžejní dílo nazvané jednoduše Buddhismus, které bylo znovu vydáno opět až v 90.letech.
Za přední popularizátory buddhismu v Československu ve 20. století lze považovat Leopolda Procházku, Fráňu Drtikola, manžele Eduarda a Mílu Tomášovy či Květoslava Minaříka. Další český buddhista Martin Novosad se přes Německo dostal na Cejlon a byl zde roku 1938 ordinován mnichem. Po pádu komunismu roku 1989 lidé pociťovali ztrátu duchovních hodnot, neboť do té doby žili převážně materialistickým způsobem. I toto mohlo být důvodem pro zvýšený zájem o buddhismus po Sametové revoluci.

Sčítání obyvatelstva 2011, Buddhismus Diamantové cesty linie Karma Kagjü, věková struktura

## Buddhistické skupiny a centra v Česku
Samostatnou kapitolou buddhismu v Česku je registrace různých náboženských společenství. O některých z nich přinesl zprávy český religionistický portál Náboženský infoservis.

### Pražské buddhistické centrum Lotus
Pražské buddhistické centrum Lotus vzniklo v březnu roku 1997 jako politicky nezávislý subjekt. Bylo založeno Lubošem Vojtěchem a buddhistickým mnichem bhantem Wimalou. Nachází se v centru Prahy, v Dlouhé ulici, blízko Staroměstského náměstí. Sdružuje na principu dobrovolnosti lidi zaměřené především na prohlubování zájmu o duchovní stránku života s důrazem na buddhistickou filosofii a meditační praxi. Poskytuje prostory pro meditační praxi jednotlivých buddhistických skupin, setkávání se s učiteli jejich tradic a pořádání společenských akcí spojených s východními kulturami. Je přístupné všem, kdo projevují zájem o tuto duchovní oblast a chtějí se aktivněji zapojit do života českého buddhistického společenství. V současné době zde působí théravádové skupiny Buddha Mangala, Bodhi Praha, Přátelé Dhammy a Nirodha, dále zenové skupiny Kwan Um a Daruma a skupina tibetského buddhismu Karma Kagjü. 

### Meditační centrum Dibbavana
Buddhistické meditační centrum Dibbavana  se nachází v západních Čechách. Bylo vysvěceno 13. května 2007 za přítomnosti bhanteho Sujivy (Malajsie) a bhikkhuní Visuddhi (Česká republika). Filozofie centra vychází z teorie a praxe théravádového buddhismu. Opírá se o buddhistické texty pálijského kánonu Tipitaka se specifickým důrazem na studium Abhidhammy a praxi meditace vhledu a meditace laskavosti a dobrotivosti tak, jak je vyučována v tradici Mahási. Posláním centra je vybudovat nezávislou základnu, kde se bude moci uskutečňovat praxe dharmy. Tak je tomu běžně v asijských klášterech a meditačních centrech. Hlavní důraz je kladen na každodenní praxi a dlouhodobější meditační ústraní, neboli „retreat“. 

### Skalní meditační skupina
Jedná se o neformální seskupení zájemců o cestu sebepoznání, spontánně vzniklé v průběhu času během meditačních kurzů pořádaných v bývalé barokní faře, nyní zrekonstruovaném domě v malé vesnici Skála na Vysočině. Odtud pochází i název skupiny. Většina meditačních setkání probíhá formou intenzivních zasedání v duchu théravádové tradice. Tato tradice je nejdůležitější naukovou oporou a inspirací pro většinu účastníků, ale v principu je skupina otevřena všem sebepoznávacím směrům. Skupina se postupně formovala od roku 2006, kdy začaly probíhat celkem pravidelně meditační kurzy.

### Daruma
Buddhistická skupina Daruma byla založena na jaře roku 2008 českými laickými stoupenci čchanového / zenového buddhismu. V současné době navštěvuje skupinu pravidelně asi deset lidí. Skupina udržuje velmi přátelské vztahy se zenovou skupinou v Česko-japonské společnosti. Skupina navazuje na duchovní tradici čínského čchanového a japonského zenového buddhismu. Tato tradice počala příchodem indického mnicha Bódhidharmy do Číny a následně se rozšířila do Koreje, Japonska a Tibetu. Tradice má přímou posloupnost učitelů od Buddhy Šákjamuniho až k dnešním mistrům. 

### Učení Fráni Drtikola
Učení Fráni Drtikola je nejstarší dosud fungující československá buddhistická škola. Své první žáky vedl František Drtikol od konce 20. let 20. století. K těm nejvýznamnějším z pozdější doby patřili Evžen Štekl a František Hein.
Filosofie a praxe školy vychází z tibetského řádu Drukpa Kargyud (Dugpa Kagjü) a jejích učení Jógy Velkého symbolu a Šesti Náropových jóg. Podle některých zdrojů přijal sám Drtikol buddhismus stejně jako Gustav Meyrink roku 1927.
Podstata učení je doložena množstvím Drtikolových překladů. Vychází de facto ze syntézy Nágárdžunovy Hluboké stezky moudrosti (Prázdnoty) a Asangovy Široké stezky metody (Soucítění), z nichž pozůstává filosofie a praxe reformovaného tibetského buddhismu. Samotná praxe je pak syntézou Maitripovy netantrické (Jógy Velkého symbolu – Mahámudra – Čhag čhen) a Náropovy tantrické praxe (Šest Náropových jóg – Náro čödruk). Oboje je nerozlučně zpečetěno dohromady.
Základem praxe je buddistická kundaliní jóga – cvičení čakramů a bdění (sati) vedoucí k nemyšlení. Cílem praxe je dosažení osvícení – nirvány během života. Současným mistrem Učení Fráni Drtikola je Dr. Jan Lípa.

### Společenství buddhismu v České republice
Navazuje na dřívější Společenství vietnamského buddhismu v České republice, registrované od roku 2014. Není však zcela jasné, která centra pokrývá svou působností, podle zjištění Náboženského infoservisu nejméně 13: v Praze-Písnici a Praze-Malešicích, v Chebu a Chebu-Svatém Kříži, v Karlových Varech, Mostě, Teplicích, Chomutově, Plzni, Ostravě, Brně, Varnsdorfu a Strážném.

### Théravádový buddhismus
Toto společenství podalo registraci 24. května 2017. Volně navazuje na společenství Přátelé dharmy, které působí už od konce komunistického režimu v Československu.

### Centrum pro tibetská buddhistická studia Rabten Čhödarling
Působí v Liberci a jedná se o skupinu inspirující se tibetským buddhismem. Bylo založeno roku 2000 a roku 2004 bylo zasvěceno současné centrum v Liberci-Janově Dole. Na přelomu srpna a září 2024 tak probíhaly oslavy spojené s propagací činnosti a byly připomenuty i fungující kontakty s různými buddhistickými školami a společenstvími pestrými národnostně i zastoupením různých buddhistických škol.

### Zenová škola Kwan Um
Škola Kwan Um, vycházející z tradice korejského zenového buddhismu, má své české centrum ve Vrážném. Pozici vedoucího učitele a opata v tomto centru zastává Jiří Hazlbauer, který má od roku 2016 i pověření vyučovat zen i formou koanů.

## Dobročinné buddhistické organizace

### Občanské sdružení LUNGTA
Sdružení Lungta je dobrovolné nevládní neziskové sdružení občanů zajímajících se o Tibet, tibetskou kulturu a tibetský buddhismus. Vzniklo v listopadu 1997 v důsledku vyústění dlouhotrvajícího zájmu několika jednotlivců o Tibet. Základním cílem sdružení je v rámci existujících personálních a finančních možností získávat a zprostředkovávat objektivní informace o Tibetu a unikátní tibetské kultuře, upozorňovat na porušování lidských práv v Tibetu a zajišťovat přímou pomoc v Tibetu či severní Indii prostřednictvím veřejných sbírek. Mezi hlavní aktivity sdružení již tradičně patří vydávání časopisu Tibetské listy, provozování internetového informačního systému o Tibetu TIBINFO, organizace kampaně Vlajka pro Tibet v České republice a vedení veřejně prospěšných sbírkových projektů. V minulosti pak sdružení pořádalo kampaně za záchranu politických vězňů, přednášky, včetně přednášek Jeho Svatosti dalajlámy, výstavy, koncerty, vydávalo materiály a publikace o Tibetu. 

## Buddhismus Diamantové cesty
Buddhismus Diamantové cesty se v České republice objevuje koncem sedmdesátých let. Do Česka poprvé přijíždí lama Ole Nydahl, dánský buddhistický učitel, který byl pověřen významnými představiteli tibetského buddhismu, aby přenesl učení buddhismu Diamantové cesty na Západ. Ten vedl přednášky v soukromém bytě, v rodném domě Franze Kafky v Praze. Nedošlo však k žádným trvalým spolupracím, a to díky nepřízni komunistického politického režimu. Buddhismus Diamantové cesty se začal v Česku rozvíjet až od roku 1994, kdy měl lama Ole Nydahl první veřejnou přednášku v Městské knihovně v Praze. Krátce na to vzniklo i pražské meditační centrum, které dnes sídlí v Hradešínské ulici na Vinohradech. Brzy byla založena meditační centra i v Českých Budějovicích, Plzni, Brně, Hradci Králové a mnoha dalších českých městech. Dnes existuje v České republice celkem 50 meditačních skupin a center, která jsou zázemím pro pravidelné přednášky, veřejné meditace a knihovny s buddhistickou literaturou a jsou vždy otevřena všem zájemcům o Buddhova učení. V posledních letech se Diamantová cesta v Česku rozvíjí velmi intenzivně. Lama Ole přijíždí každý rok alespoň na jednu veřejnou přednášku, na které vždy přichází více než 1500 zájemců o buddhismus. Roku 2007 byl buddhismus Diamantové cesty zaregistrován jako náboženská společnost v evidenci Ministerstva kultury ČR, a stal se tak první a zatím jedinou oficiální náboženskou organizací buddhistů v České republice. Severomoravské buddhistické centrum je Dakiní Gompa v Českém Těšíně, které vzniká pod praktickým vedením Ole Nydahla.

## Kultura
V polovině ledna 2022 byla v Národní galerii v Praze otevřena výstava Buddha zblízka. Pomocí medailonů jednotlivých praktikujících ve formě videí jsou představeny jednotlivé školy v České republice působící.